# Joseph Klenau
Joseph Klenau (Luca, Fogaras vármegye, 1726. június 26. – ?) Jézus-társasági áldozópap és tanár.

## Élete
1742. október 31-én Csehországban lépett a rendbe; a humaniórákat tanította és hitszónok volt. 1773 után állandóan Csehországban maradt.

## Munkái
- Unfehlbare Wahrheiten des Christkatolischen Glaubens in Fragen und Antworten vorgetragen. Prag, 1758.
- Adminiculum commodius orandi Breviarium in sex partes divisum. Uo. 1760.